# Controverse du 17e karmapa
 (mars 2011).
Si vous disposez d'ouvrages ou d'articles de référence ou si vous connaissez des sites web de qualité traitant du thème abordé ici, merci de compléter l'article en donnant les références utiles à sa vérifiabilité et en les liant à la section « Notes et références ».

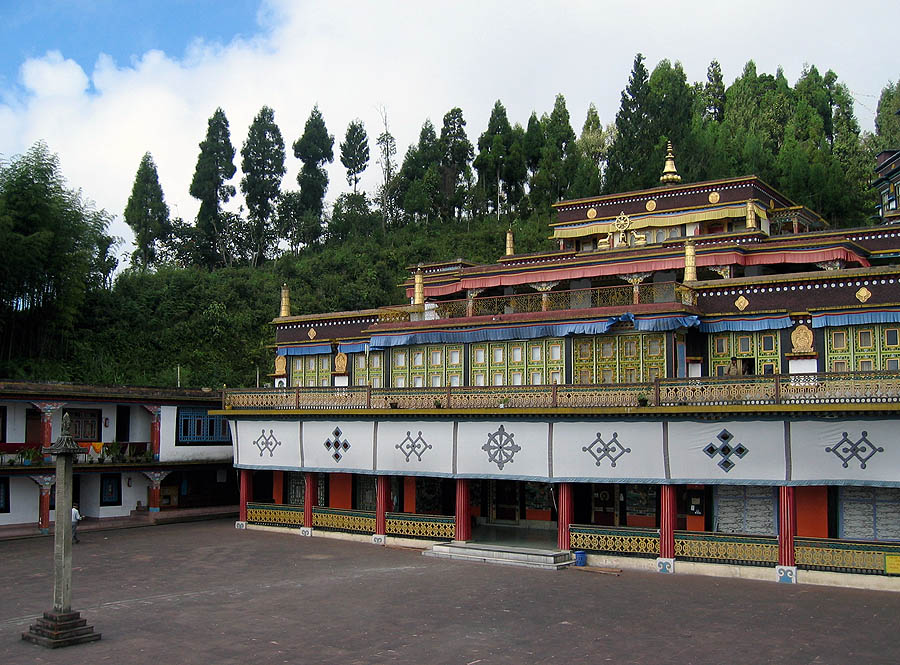
Monastère de Rumtek au Sikkim, siège du karmapa en exil, pris de force par les partisans de Tai Situ Rinpoche en 1993 après deux échecs, dont le contrôle fait l’objet d’un conflit

La controverse du 17e karmapa est liée à l'existence de deux candidats à la succession du 16e karmapa, chef de l'école karma-kagyu du bouddhisme tibétain. Orgyen Trinley Dorje est intronisé le 7 juin 1992 au Tibet par le 12e Taï Sitou Rinpoché, le gouvernement chinois, et plusieurs hauts lamas dont le dalaï-lama. Trinley Thaye Dorje est intronisé en mars 1994 par Shamar Rinpoché et plusieurs autres grands lamas dont Béru Khyentsé Rinpoché.

## Contexte
Les karmapas, chefs de l'école Karma-kagyu, l’un des grands courants du bouddhisme tibétain, constituent la première lignée déclarée de tulkus, réincarnations de Düsum Khyenpa (XIIe siècle). Les critères de reconnaissance d'un successeur (essentiellement indications orales ou écrites laissées par le précédent karmapa, mais aussi rêves et intuitions de lamas consacrés et comportement de l’enfant réincarné) peuvent mener à la sélection de plusieurs candidats, ce qui induit parfois une controverse. Les tulkus détenant traditionnellement un certain pouvoir, des rivalités peuvent exister quand il y a plusieurs candidats. Ainsi, dans la lignée kagyupa, la reconnaissance des 8e, 10e et 12e karmapas donna lieu à des conflits, cependant tous vite résolus.

## Origines du désaccord
Le désaccord actuel s’enracine dans les luttes de préséance entre deux régents responsables des destinées de l’école Karma Kagyu et de la recherche du nouveau karmapa après la mort en 1981 de Rangjung Rigpe Dorje, le 16e Karmapa. Ce conflit serait compliqué par des enjeux financiers selon certains.

### Rivalité entre lignées
- Shamar Rinpoché ([zhwa dmar pa], décédé en 2014) a eu une grande importance dans la lignée Karma Kagyu par le passé. Cependant au milieu du XVIIIe siècle, le gouvernement tibétain interdit officiellement la reconnaissance des incarnations futures de Shamar Rinpoché à la suite d'une accusation envers lui, l'impliquant dans la tentative d'invasion du Tibet par les Gurkhas du Népal ; ces forces ayant été repoussées par le gouvernement tibétain avec l'appui des Mandchous[2]. Sa reconnaissance en tant que Shamarpa fut rétablie en 1964 à la suite de la demande du 16e karmapa au 14e dalaï-lama.
- Représentants du monastère de Palpung (dpal spung) situé à Dergué (sde dge) dans la région du Kham (Tibet oriental), les Taï Sitou Rinpoché ont depuis plusieurs incarnations des relations de maîtres à disciples avec les karmapas et sont, entre autres, détenteurs de la lignée Karma-kagyu qu'ils transmettent aux karmapas.

### Aspects politiques
Les autorités chinoises ne permirent pas à Orgyen Trinley Dorje de se rendre auprès des détenteurs de l'enseignement de la lignée Karma-kagyu ni à ses détenteurs de lui rendre visite au Tibet. Par ailleurs, il subit une pression politique pour l'obliger à dénoncer le dalaï lama. Il s'enfuit du Tibet à la veille de l'an 2000.

## Deux candidats pour une seule incarnation: leKarmapa

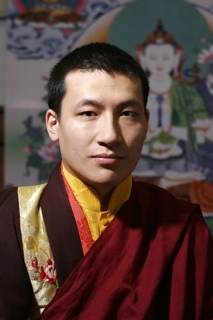
Trinley Thaye Dorje

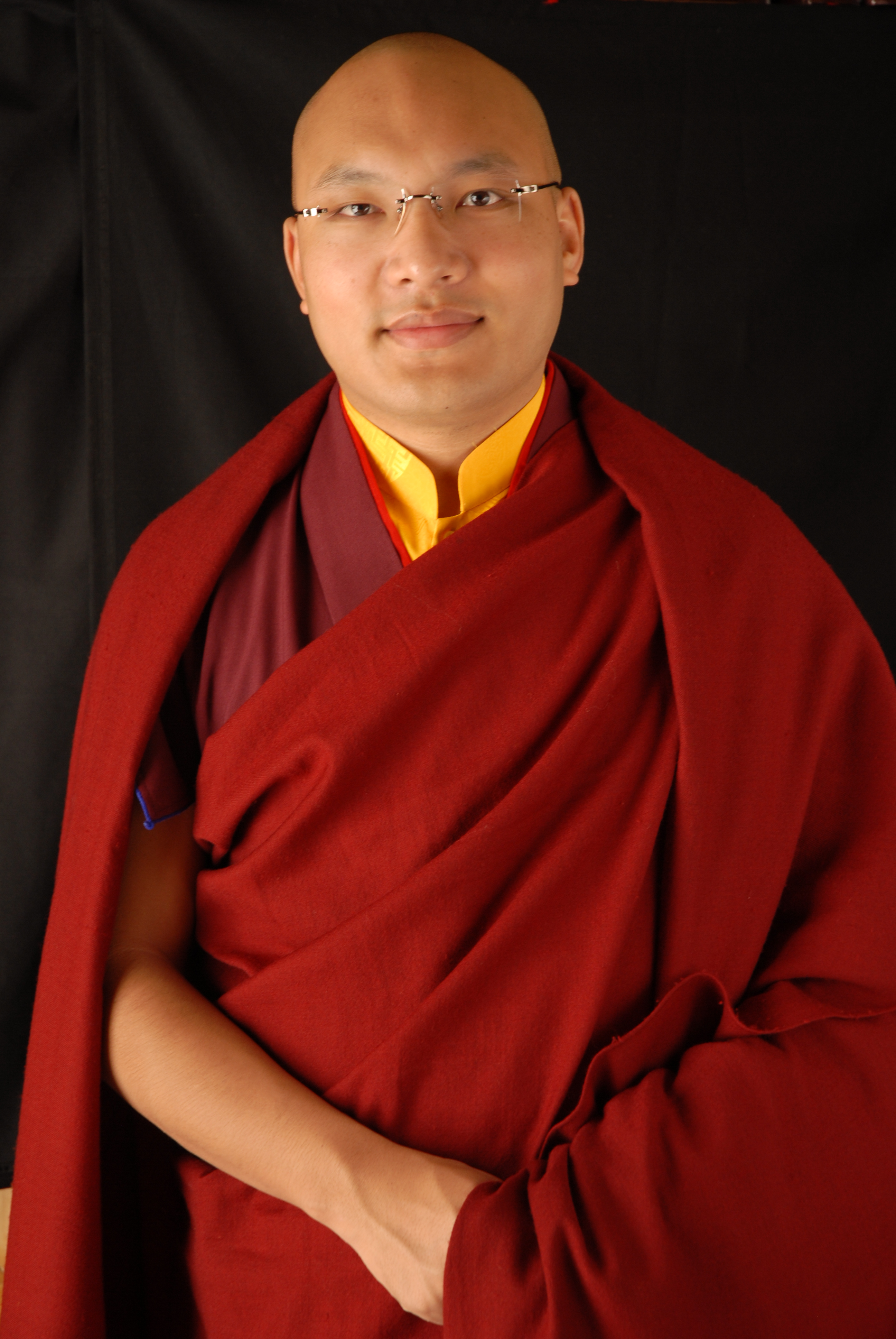
Orgyen Trinley Dorje

Les indices principaux concernant la réincarnation du karmapa figuraient dans une lettre de prédiction laissée par le 16e karmapa, et une prédiction des 2e et 5e karmapas.
- Trinley Thaye Dorje est né le 6 mai 1983 à Lhassa de Mipham Rinpoché, tulku nyingmapa et de Dechen Wangmo. En 1988, Lopon Tsechu Rinpoché a été envoyé chercher plus d’informations à propos de l’enfant. Plus tard, un lama anonyme fut envoyé pour rencontrer la famille et l’enfant. En mars 1994, Thaye Dordje s’échappe avec sa famille du Tibet et voyage vers New Dehli où il est reconnu par le 14e Shamar Rinpoché. Il prit l’ordination monastique de Chobgye Tri Rinpoché et suivit ensuite une éducation intensive sous la direction du 14e Shamar Rinpoché et d’enseignants tels que les professeurs Sempa Dorje ou encore Khenpo Chödrak Rinpoché. Il a en particulier étudié la philosophie occidentale avec Harrison Pemberton de l’université américaine Washington and Lee, et fut intronisé par Shamar Rinpoché en décembre 2003. Il voyage aussi beaucoup à travers les pays de l’Est et de l’Ouest.
- Orgyen Trinley Dorje est né en 1985 dans une famille de nomades du Kham, de Karma Döndrub Tashi et de sa femme Loga. Il est né dans la famille et la région du Tibet décrites dans les visions de Chogyur Lingpa au XIXe siècle[4]. Il fut découvert par une équipe menée par le 12e Taï Sitou Rinpoché avec l'approbation de Gyaltsap Rinpoché, et d'autres lamas Karma Kagyu. Il fut intronisé en 1992 au monastère de Tsourphou au Tibet, siège traditionnel des Karmapas. Il s'évada du Tibet en décembre 1999 et arriva en Inde à Dharamsala, résidence du 14e dalaï-lama, ce à quoi la presse internationale a largement fait écho, le 5 janvier 2000. Il réside toujours en 2007 au monastère Gelug de Gyuto à Sidhbari près de Dharamsala où il soutient de nombreuses causes, la diffusion du Dharma, des actions humanitaire, l'écologie et notamment la construction d'un hôpital[5]. Pour l’identifier, le 12e Taï Sitou Rinpoché s’est appuyé sur une lettre[6] traditionnelle découverte dans un talisman que lui aurait remis le 16e Karmapa et de nombreuses autres prédictions et preuves. Il est le 1er Karmapa à être reconnu par le gouvernement chinois et le gouvernement tibétain en exil.

## Quelques points d’opposition
Les points d'opposition reposent sur des considérations en rapport avec les croyances de la lignée (en particulier les visions). Les partisans du karmapa Orgyen Trinley Dorje considèrent que le poème ayant permis de l’identifier a vraiment été remis par le 16e karmapa au 12e Taï Sitou Rinpoché. Celui-ci a recueilli le cœur du karmapa après l’incinération, indiquant que c’était un disciple très proche. L’approbation du dalaï-lama est un autre argument fort mis en avant. De nombreuses divinations, telles que celles de l'oracle de Néchung ont confirmé par deux fois qu'Orgyen Trinley Dorje était le karmapa.
Les partisans d’Orgyen Trinley Dorje sont présents au Tibet et dans le reste du monde. Ils le présentent comme une promesse d’unité pour le bouddhisme tibétain, du fait de ses rapports privilégiés avec le dalaï-lama.
Le 14e Shamar Rinpoché a signé la lettre de reconnaissance d'Orgyen Trinley Dorje, et ensuite s'est rétracté sous l'influence de son entourage. Shamar Rinpoché déclare avoir signé la reconnaissance uniquement par respect pour le 14e dalaï-lama qui l’avait déjà approuvée. Les partisans du Shamarpa soutiennent que jamais par le passé la reconnaissance d'un Karmapa n'a été soumise à l'approbation du Dalaï-lama ou de n'importe quel hiérarque d'une autre lignée que celles des Kagyu, alors qu'Orgyen Trinley Dorje a été reconnu en premier par Sitou Rinpoché ainsi que par Gyaltsap Rinpoché.
Le grand tertön Chogyur Lingpa, visitant le monastère de Karma à Nagchen à l´est du Tibet, eut de Padmasambhava la vision prophétique des 21 incarnations du Karmapa. Voici comment il décrit sa vision du 17e Karmapa :
« Sous un arbre verdoyant sur une montagne rocheuse se trouve la dix-septième incarnation du Karmapa en compagnie de Kèntin Tai Sitou. Par la fusion de leurs esprits en un seul, l’arbre des enseignements du Bouddha fleurira et portera des fruits abondants, l’essence véritable des transmissions de Gampopa. »
Selon certains, le paysage s'apparente au monastère Shérab Ling, siège de Taï Sitou Rinpoché en Inde.
Aussi le 5e Karmapa écrivit-il une prophétie décrivant les difficultés qui surviendront à l'époque des 16e et 17e Karmapas et interprétée de diverses manières pour appuyer un candidat ou un autre :
« Dans la lignée des Karmapas, de la 16e à la 17e réincarnation, l'enseignement bouddhiste en général et la lignée Karma Kamtsang en particulier, hiberneront telles les abeilles. La lignée de l'empereur de Chine verra venir sa fin et son pays sera dominé par le plus fort. Depuis le nord jusqu'à l'est, le Tibet sera envahi, encerclé, tel le diamant serti... Qu'importe l'erreur, celui auquel tu t'adresseras s'opposera à toi. La bonne conduite dégénèrera et la mauvaise fleurira... Dans la succession des Karmapas, vers la fin de sa 16e vie et le début de la suivante, celui au samaya brisé émergera tel le lama nommé Na-tha, et siégera sur le trône. Par les pouvoirs de ses aspirations que nul ne peut comprendre, le Dharma du Karmapa sera presque détruit. Alors, celui dont les aspirations sont antérieures et positives, une émanation de Padmasambhava, viendra de l'ouest. Le cou ceint de fourrure et l'esprit rapide et furieux, la colère compassionnelle au cœur, il proclamera les paroles du Dharma. Celui-ci, au teint basané et aux yeux protubérants, vaincra l'émanation qui a brisé le samaya. Il protégera le Tibet pour un temps, et alors le bonheur régnera, comme la joie de voir se lever le soleil. C'est ainsi que je vois l'avenir de la communauté tibétaine. Même si l'un vient, dont les aspirations antérieures s'élèvent en karma positif, parce que le Dharma est sur le déclin et les intentions mauvaises des maras ont porté leurs fruits, le bonheur aura du mal à naître... »

## Rencontre et déclaration commune
En 2018, Orgyen Trinley Dorje et Trinley Thaye Dorje se rencontrent dans une région rurale en France et publient une déclaration commune datée du 11 octobre exprimant le souhait de résoudre les divisions dans l'intérêt commun de la lignée karma-kagyu,.
Le 20 octobre 2019, ils composent une prière de longue vie pour la réincarnation de Mipham Chokyi Lodro,.